# Molde
Molde város és község (norvégul: kommune) Norvégia középnyugati Vestlandet földrajzi régiójában, a Romsdalsfjord északi partján a Romsdal-félszigeten.
Møre og Romsdal megye közigazgatási székhelye, Romsdal hagyományos régió kereskedelmi központja, a mørei püspökség székhelye.

## Földrajz
A község területe 363 km², népessége 24 294 (2008. január 1.).

### Éghajlat
Éghajlata mérsékelt övi óceáni, nyarai hűvösek vagy melegek, telei viszonylag enyhék.

## Történelem
Középkori eredetű kereskedelmi állomás, amely 1614-ben kapott hivatalos kereskedési jogokat, 1742-ben pedig város státuszt. A következő századokban a város növekedett és Norvégia textil és ruhaiparának központja lett. A második világháború után fejlődése új lendületet vett, ipari és tudományos központtá is vált.
Molde községet 1838. január 1-jén hozták létre. 1964. január 1-jén beleolvasztották Bolsøy községet és Veøy részeit.

## Híres személyek
- Ada Hegerberg (1995–) norvég női válogatott labdarúgó
- Kjell Magne Bondevik (1947–) evangélikus lelkész, politikus, Norvégia korábbi miniszterelnöke

## Testvérvárosok
- Vejle, Dánia
- Borås, Svédország
- Mikkeli, Finnország
- Česká Lípa, Csehország
- Bártfa (Bardejov), Szlovákia